# Tigrahauda ototettigoides
Tigrahauda ototettigoides är en insektsart som först beskrevs av Oshanin 1913.  Tigrahauda ototettigoides ingår i släktet Tigrahauda och familjen Dictyopharidae. Inga underarter finns listade i Catalogue of Life.